# 이만준 (1905년)
이만준(李萬濬, 일본식 이름: 牧山萬濬, 1905년 ~ ?)은 일제강점기와 대한민국 건국 초기의 법조인이다.

## 생애
한성부 출신으로, 일본에 유학하여 메이지 대학 법학부를 졸업하였다. 1930년대 중반에 평양지방법원 판임관견습으로 임명된 것을 시작으로 법조계에 입문하였다.
평양지방법원 진남포지청에서 서기 겸 통역생을 지냈다. 일제 강점기 말기에는 평양지방법원에서 사법관시보와 판사를 차례로 역임하였다.
태평양 전쟁 종전 후 미군정 체제에서 변호사 인정을 받았다. 이후 서울에서 변호사를 개업하여 활동하였으며, 정구영이 이사장을 맡은 조선인권옹호연맹 총무부 차장을 지내고 장학사업에도 참여하는 등 사회 활동에 적극적으로 나섰다.
변호사로 일하던 중 한국 전쟁이 발발하여 1950년 여름에 서울에서 실종되었다. 조선민주주의인민공화국으로 납치된 것으로 추정된다.
2008년 민족문제연구소가 발표한 친일인명사전 수록예정자 명단 중 사법 부문에 포함되었다.

## 참고자료
- 이만준(李萬濬) - 국사편찬위원회